# Prostostna stopnja (statistika)
Prostostna stopnja je število neodvisnih vrednosti slučajne spremenljike, ki se lahko v statističnih izračunih spreminjajo .
Prostostna stopnja je parameter sistema, ki mora imeti naslednje lastnosti:
- sistem je s pomočjo določitve parametra enolično določen
- kadar en parameter izpustimo, sistem ni več enolično določen
- vsak parameter lahko spremenimo, ne da bi pri tem spremenili drugi parameter.

Prostostna stopnja ni nikoli funkcija neke druge prostostne stopnje v istem sistemu.

## Zgledi
Predpostavimo, da računamo eno izmed srednjih vrednosti treh števil. Od treh števil lahko dve spreminjamo tako, da srednja vrednost ostane enaka. To pomeni, da imamo pri računanju srednje vrednosti iz treh števil, 2 stopnji prostosti. To lahko posplošimo tako, da rečemo, da opazujemo n števil. Prostostnih stopenj je v tem primeru n-1.
Kadar bi imeli dve skupini opazovanj n1 in n2 tako, da bi veljalo n1 + n2. Za oba vzorca, bi lahko določili dve srednji vrednosti. To pomeni, da imamo v tem primeru n1 + n2 - 2 prostostni stopnji.
Standardni odklon za populacijo n opazovanj izračunamo po naslednjem obrazcu:
{\displaystyle s={\sqrt {\frac {\sum _{i=1}^{n}(x_{i}-{\overline {x}})^{2}}{n-1}}}}
Število prostostnih stopenj je v tem primeru n – 1.
Iz tega tudi sledi, da v primerih, ko imamo več stopenj prostosti, smo lahko tudi bolj prepričani v točnost rezultata, ker je vzorec bolj reprezentativen. Pri vsaki dodatni domnevi zmanjšamo tudi število prostostnih stopenj za 1 .